# Globo d’oro/Beste Hauptdarstellerin
Globo d’oro: Beste Hauptdarstellerin (Globo d’oro alla miglior attrice)
Dieser Filmpreis wird seit 1967 vergeben.
Am häufigsten gewann Monica Vitti die Auszeichnung.
Der Preis wurde i den folgenden Jahren nicht vergeben: 1972, 1977, 1979 sowie 1980.
| Jahr | Preisträger          | Film                                                                                 |
| ---- | -------------------- | ------------------------------------------------------------------------------------ |
| 1967 | Lisa Gastoni         | Feuertanz (Svegliati e uccidi)                                                       |
| 1968 | Monica Vitti         | Ich habe dich zum Spaß geheiratet (Ti ho sposato per allegria)                       |
| 1969 | Monica Vitti         | Mit Pistolen fängt man keine Männer (La ragazza con la pistola)                      |
| 1970 | Monica Vitti         | Eifersucht auf italienisch (Dramma della gelosia (tutti i particolari in cronaca))   |
| 1971 | Monica Vitti         | La supertestimone                                                                    |
| 1973 | Anna Magnani         | Correva l’anno di grazia 1870                                                        |
| 1974 | Monica Vitti         | La Tosca                                                                             |
| 1975 | Laura Antonelli      | Mio Dio, come sono caduta in basso!                                                  |
| 1976 | Mariangela Melato    | Attenti al buffone, Di che segno sei? und Faccia di spia                             |
| 1978 | Sophia Loren         | Ein besonderer Tag (Una giornata particolare)                                        |
| 1981 | Monica Vitti         | Camera d’albergo                                                                     |
| 1982 | Ornella Muti         | Nessuno è perfetto                                                                   |
| 1983 | Giuliana De Sio      | Ich, Chiara und der Finstere (Io, Chiara e lo Scuro), Sciopèn und Scusate il ritardo |
| 1984 | Monica Vitti         | Flirt                                                                                |
| 1985 | Claudia Cardinale    | Claretta                                                                             |
| 1986 | Giulietta Masina     | Ginger und Fred (Ginger e Fred)                                                      |
| 1987 | Stefania Sandrelli   | Die Familie, (La famiglia), D’Annunzio und La sposa americana                        |
| 1988 | Ornella Muti         | Ich und meine Schwester (Io e mia sorella)                                           |
| 1989 | Asia Argento         | Sehnsucht nach Freiheit (Zoo)                                                        |
| 1990 | Monica Vitti         | Scandalo segreto                                                                     |
| 1991 | Claudia Cardinale    | Eine Mutter (Atto di dolore)                                                         |
| 1992 | Margherita Buy       | Maledetto il giorno che t’ho incontrato                                              |
| 1993 | Carla Gravina        | Zeit des Zorns (Il lungo silenzio)                                                   |
| 1994 | Anna Galiena         | Ohne Haut (Senza pelle)                                                              |
| 1995 | Anna Bonaiuto        | L’amore molesto                                                                      |
| 1996 | Virna Lisi           | Geh’, wohin Dein Herz Dich trägt (Va’ dove ti porta il cuore)                        |
| 1997 | Iaia Forte           | Luna e l’altra                                                                       |
| 1998 | Monica Bellucci      | L’ultimo capodanno                                                                   |
| 1999 | Laura Morante        | L’anniversario                                                                       |
| 2000 | Lucia Bosè           | Nacht im Harem (Harem Suaré)                                                         |
| 2001 | Margherita Buy       | Die Ahnungslosen (Le fate ignoranti)                                                 |
| 2002 | Licia Maglietta      | Luna rossa                                                                           |
| 2003 | Giovanna Mezzogiorno | Das Fenster gegenüber (La finestra di fronte)                                        |
| 2004 | Maya Sansa           | Buongiorno, notte – Der Fall Aldo Moro (Buongiorno, notte)                           |
| 2005 | Barbora Bobuľová     | Cuore sacro                                                                          |
| 2006 | Valeria Golino       | La guerra di Mario                                                                   |
| 2007 | Margherita Buy       | Saturno Contro – In Ewigkeit Liebe (Saturno contro)                                  |
| 2008 | Sabrina Ferilli      | Das ganze Leben liegt vor Dir (Tutta la vita davanti)                                |
| 2009 | Giovanna Mezzogiorno | Vincere                                                                              |
| 2010 | Stefania Sandrelli   | La prima cosa bella                                                                  |
| 2011 | Piera Degli Esposti  | I bambini della sua vita                                                             |
| 2012 | Asia Argento         | Isole                                                                                |
| 2013 | Jasmine Trinca       | Miele                                                                                |
| 2014 | Sara Serraiocco      | Salvo                                                                                |
| 2015 | Alba Rohrwacher      | Hungry Hearts                                                                        |
| 2016 | Ondina Quadri        | Arianna                                                                              |
| 2017 | Isabella Ragonese    | Il padre d'Italia                                                                    |
| 2018 | Paola Cortellesi     | Wie eine Katze auf der Autobahn (Come un gatto in tangenziale)                       |
| 2019 | Jasmine Trinca       | Croce e delizia                                                                      |